# 伊氏鈍鰕虎魚
伊氏鈍鰕虎魚（学名：Amblygobius esakiae）為輻鰭魚綱鰕虎鱼目鰕虎魚科鈍鰕虎魚屬的其中一種，分布於中西太平洋的巴布亞紐幾內亞海域，棲息深度可達10公尺，體長可達8.5公分，棲息在有遮蔽的岩礁或潮間帶附近的紅樹林附近底部的泥沙區。

## 扩展阅读
維基物種上的相關：伊氏鈍鰕虎魚